# Pastricciola
Pastricciola es una comuna y población de Francia, en la región de Córcega, departamento de Córcega del Sur.
Su población en el censo de 1999 era de 89 habitantes.

## Demografía
| 178 | 249 | 180 | 115 | 89 | 81 |
| Para los censos de 1962 a 1999 la población legal corresponde a la población sin duplicidades (Fuente: INSEE [Consultar]) |     |     |     |    |    |

- Datos: Q264147
- Multimedia: Pastricciola / Q264147

1. ↑  Worldpostalcodes.org, código postal n.º 20121.
2. ↑  INSEE, Datos de población para el año 2012 de Pastricciola (en francés).